# Општина Инеу (Бихор)
Инеу (рум. Ineu) општина је у Румунији у округу Бихор.
Oпштина се налази на надморској висини од 152 m.